# Neckar
Le Neckar est un affluent du Rhin par la rive droite, long de 362 km (380 km par la branche de l'Eschach, son affluent), qui draine un bassin hydrographique de 14 000 km2 dans le Bade-Wurtemberg, dans l'ouest de l'Allemagne. Son débit moyen à l'embouchure est de 145 m3/s. Du point de vue hydrologique, le Neckar est le 4e plus important affluent du Rhin derrière l'Aar, la Moselle et le Main ; par sa longueur et son débit, c'est le 12e plus grand cours d'eau d'Allemagne.
Le Neckar prend sa source à 705 m d'altitude dans la Baar à Villingen-Schwenningen. Il serpente ensuite vers le nord-est entre la Forêt-Noire et le Jura souabe puis, avec le « coude du Neckar », bifurque à Plochingen vers le nord-ouest et le nord pour traverser les agglomérations de Stuttgart et de Heilbronn, enfin tourne vers l'ouest entre Eberbach dans l'Odenwald jusqu'à Heidelberg et finalement traverse le Fossé rhénan au nord-ouest, jusqu’à Mannheim. Là, il se déverse dans le Rhin, à 88 m d'altitude. Ses trois plus grands affluents sont l’Enz, le Kocher et la Jagst.
Le Neckar est navigable à grand gabarit de Plochingen au Rhin et dessert les ports fluviaux de Stuttgart, Heilbronn et Mannheim.
Les recalibrages et endiguements de cette rivière ont fortement altéré son lit naturel et perturbé sa dynamique sédimentaire ; en bien des endroits, la ripisylve a disparu. Mais le bras-mort (Altneckar) a été renaturé, et depuis les années 1970 la qualité de l'eau s'est considérablement améliorée.
Le Neckar s'écoule presque entièrement dans le Bade-Wurtemberg : il ne touche la Hesse qu'au plateau de l'Odenwald à Neckarsteinach et à Hirschhorn (dans le faubourg d'Ersheim).

## Géographie
Le Neckar prend sa source sur le plateau de Baar à Villingen-Schwenningen, à la marge orientale de la Forêt-Noire, à 706 m d'altitude. Il s'écoule vers le nord, traverse les villes de Tübingen, Stuttgart et Heilbronn. En aval de Bad Wimpfen, il coupe le massif de l'Odenwald. Ensuite il s’oriente vers l’ouest et traverse Heidelberg où son débit moyen dépasse 130 m3/s avant de se jeter à Mannheim dans le Rhin à 88 m d'altitude, après un parcours de 367 km.
Le Neckar arrose une superficie de 14 000 km2, soit la partie centrale du Bade-Wurtemberg.

Depuis 1968, le Neckar est navigable sur 200 km depuis Plochingen à l'est de Stuttgart jusqu'à son embouchure. Des ports fluviaux se trouvent à Mannheim, Heilbronn, Stuttgart et Plochingen et la rivière est dotée de 27 écluses.
Il traverse une des zones les plus polluées d'Allemagne au droit de Heilbronn (voir Environnement en Allemagne : Gestion des déchets).

## Géologie
Le Neckar fut d'abord un ruisseau de cuesta formé par la surrection progressive, au Pliocène, de la Forêt-Noire, encaissé entre les amoncellements des couches géologiques érodées des escarpements du massif. Longtemps, il s'est écoulé à travers les plateaux crayeux du calcaire coquillier des différents Gäu. À Horb, le lit a été dévié vers le nord-est par la faille du fossé souabe, qui court parallèlement aux coteaux du Jura souabe. Puis le Neckar a creusé des gorges à travers les calcaires entre Rottweil et Rottenburg, et dans les couches triasiques et jurassiques dures et gréseuses, plus récentes au nord-est. Le creusement de la vallée a été affecté plus tard par la surrection continue du plateau de la Forêt-Noire et par l’érosion régressive d'un cours d'eau formé au nord, empruntant la vallée de la Lone, qui a creusé son lit jusqu'à la confluence de Plochingen (d'où le coude du Neckar). Le lit du Neckar s'est détourné vers le fossé d'effondrement du Schurwald, conséquence de la faille de Filder.
Le cours aval actuel du Neckar est celui de l'Enz préhistorique : l'érosion régressive a provoqué à Besigheim l'épanchement d'un affluent de l'ancien Neckar dans le lit de l'ancienne Enz, et c'est ainsi que cette dernière rivière est elle-même devenue un affluent du Neckar. Le cours de l'Eschach, dirigé du nord-ouest au sud-est vers l'ancien Danube, montre que le système hydrographique du Danube s'étendait autrefois bien plus loin au nord-ouest. L'érosion du plateau l'a fait s'épancher vers un affluent du Neckar, et a détourné son cours pratiquement à angle droit vers l'est. C'est la raison pour laquelle il n'a jamais été une source du Neckar.
Jusqu'à l'époque romaine, le Neckar était un cours d'eau boisé traversant le Fossé rhénan par une multitude de méandres, de lacets et de délaissés entre la vallée du Rhin à l'ouest et le pied du plateau d'Odenwald à l'est et ne se déversait dans le Rhin qu'au nord de Darmstadt, dans les environs de Trebur, c'est-à-dire à plus de 50 km au nord de l'actuelle confluence, à Mannheim. L'ancien tracé se voit très clairement sur les photos aériennes.
Au XIIIe siècle la confluence se trouvait au sud de Mannheim. Mais par suite de crues catastrophiques, en 1275, le Neckar s'est détourné de son ancien lit et la confluence se trouve depuis lors au nord de la ville. L'ultime modification du lit de la rivière résulte des travaux de rectification du Rhin avec le rescindement de Friesenheim, à l'ouest de l'île de même nom : auparavant, le Neckar se déversait dans le port fluvial de Mannheim. Ces travaux ont par là-même allongé le lit de la rivière. L'ancien bras du Neckar a été endigué en 1869, et la rivière a été raccordée au bras canalisé en 1880.

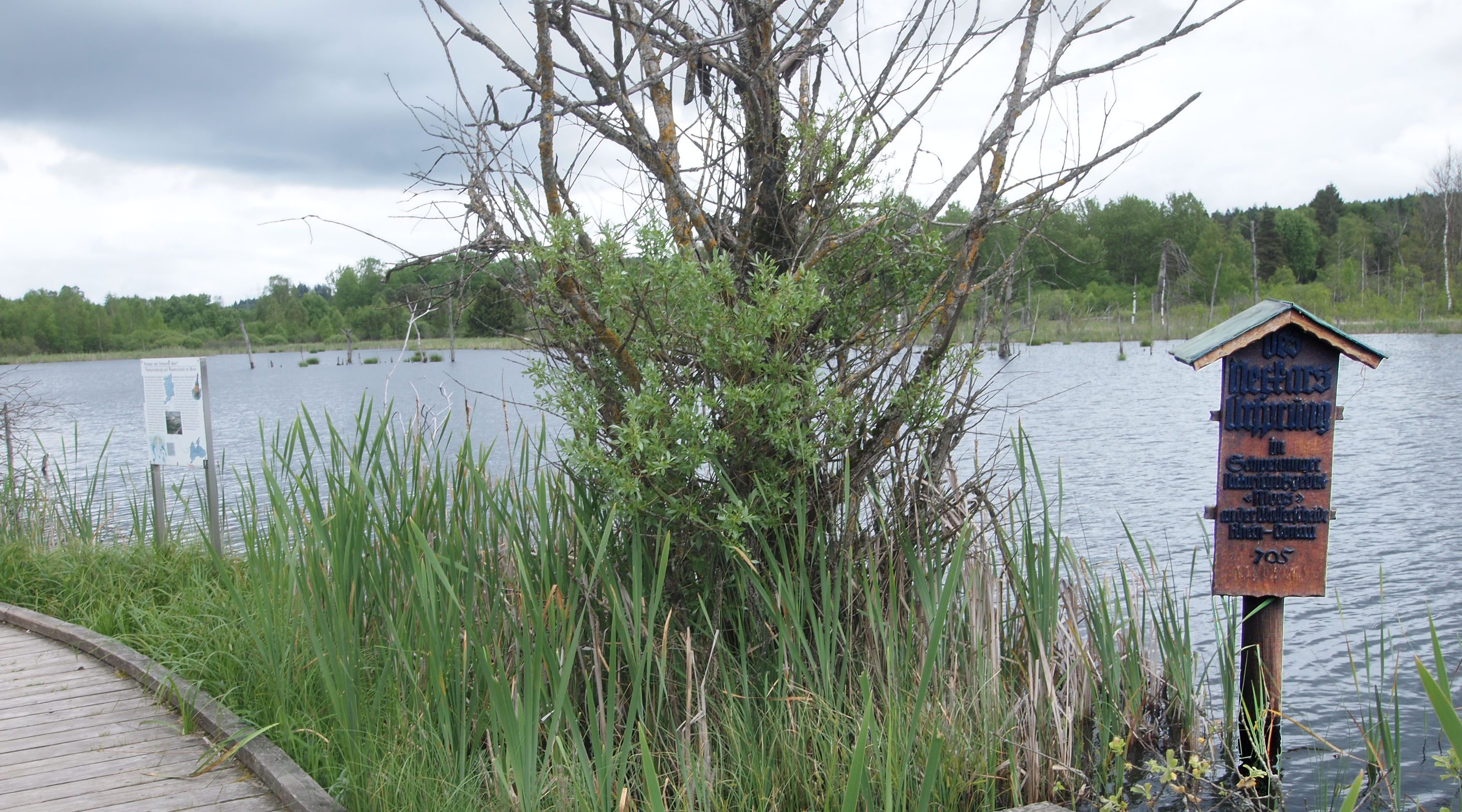
La source, un lac tourbier.
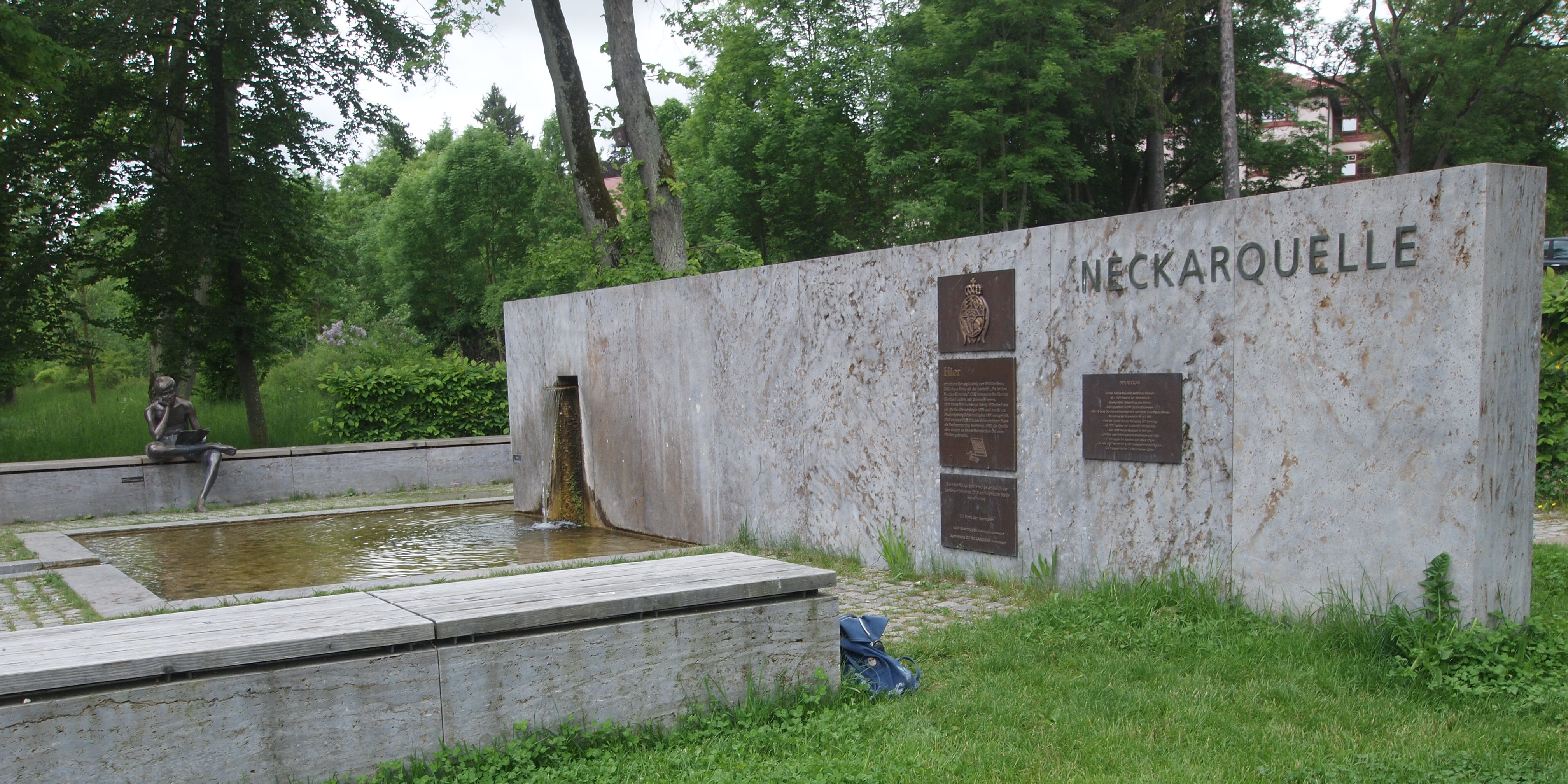
La source symbolique, un puits électrique.
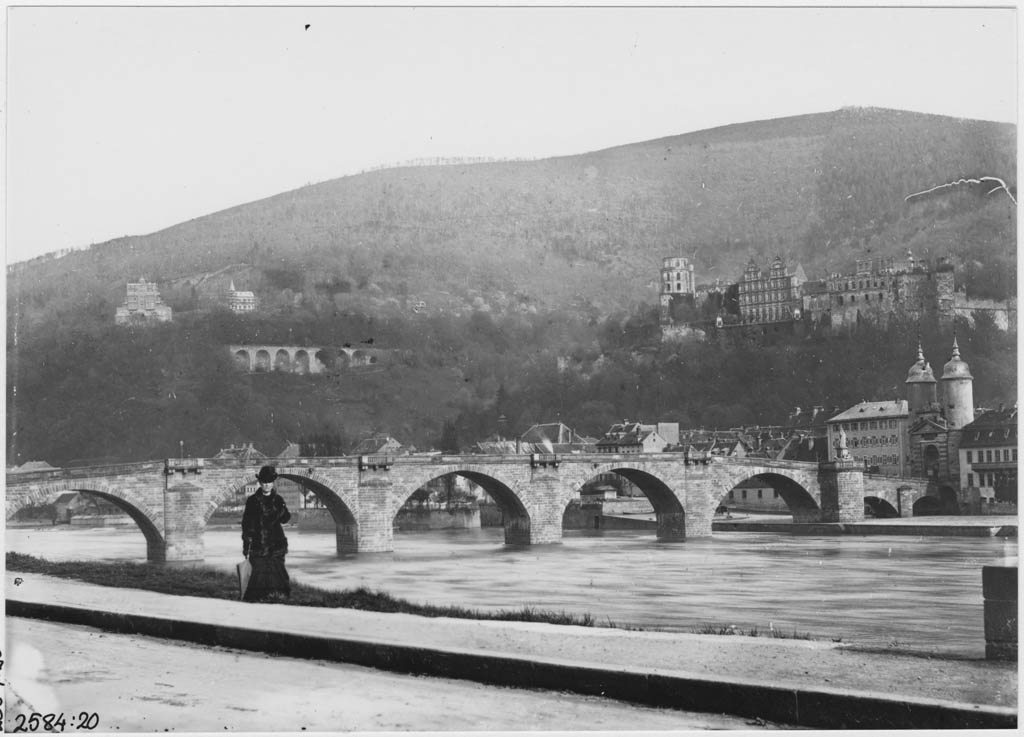
Vue du Neckar à Heidelberg en 1881. Photographie de Carl Curman.
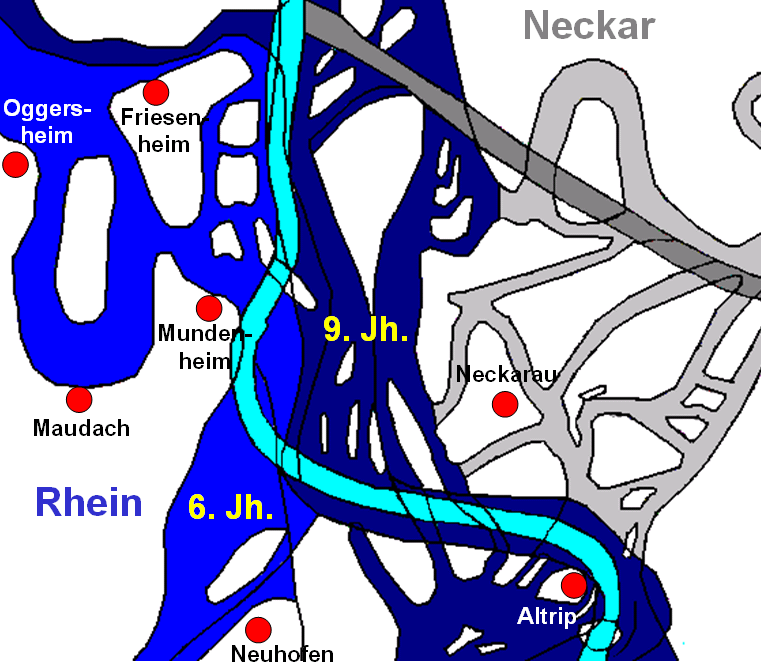
Le cours filamentaire de l'ancienne embouchure du Neckar.
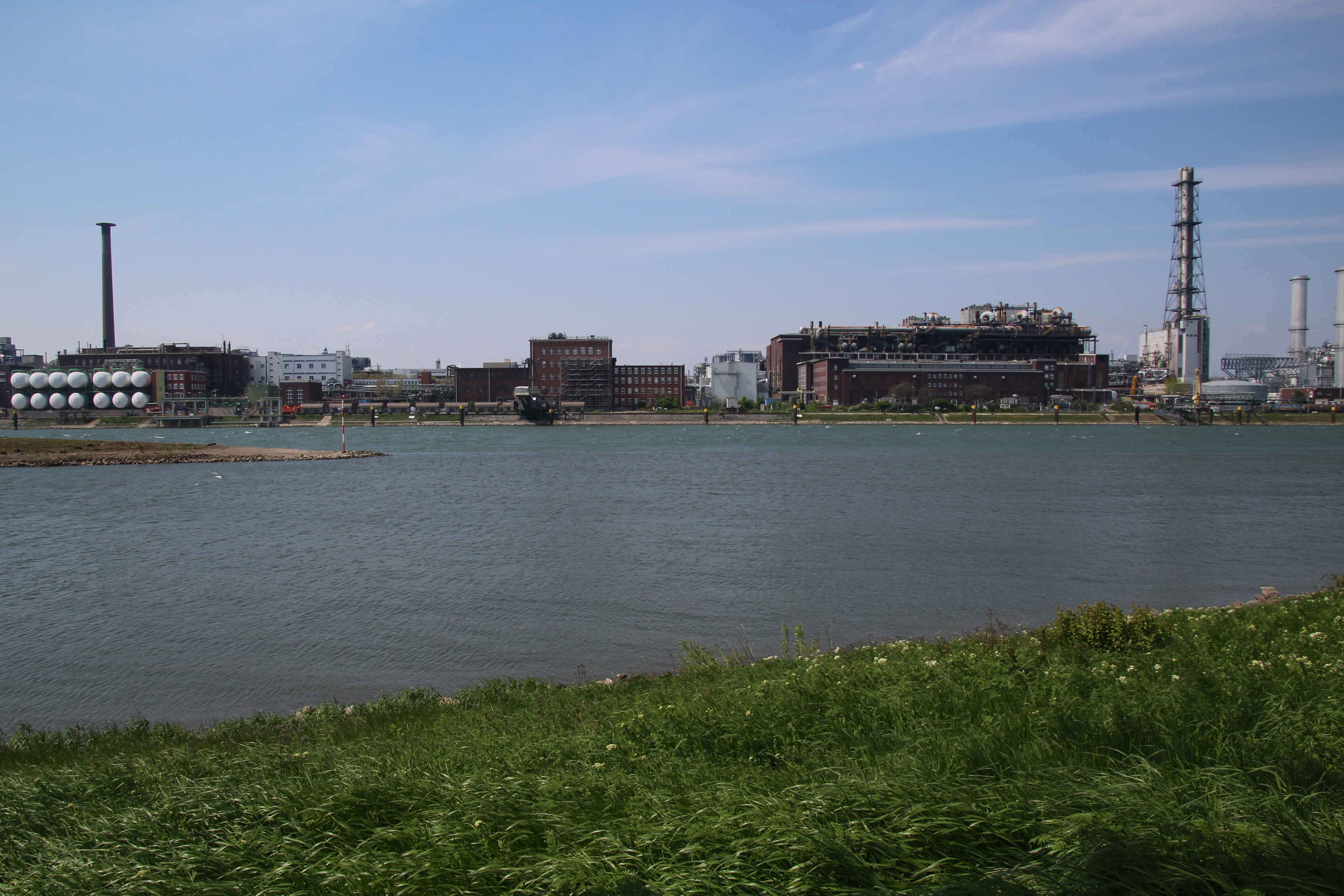
La confluence du Neckar aujourd'hui.

## Nom
Le mot Neckar est d’origine gauloise (Nikros) et signifie « rivière houleuse » : on y retrouve la racine indo-européenne nik, qui signifie sauvage, déchaîné. Le nom a été latinisé en Nicarus puis s'est altéré en Neccarus à l'époque franque pour évoluer vers l'allemand Necker et finalement Neckar. Le Necker, affluent de la Thur en Thurgovie, partage cette étymologie,,.

## Affluents

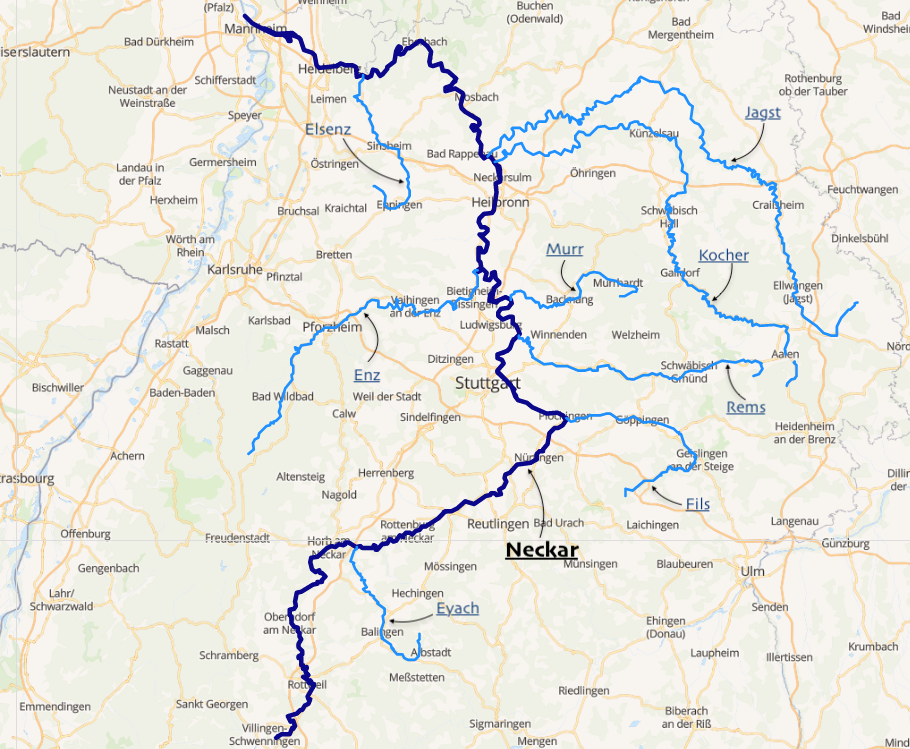
Le bassin du Neckar avec ses affluents de plus de 50 km.

Les principaux affluents du Neckar sont l’Enz (qui possède le plus grand bassin versant), le Kocher (plus fort débit moyen) et la Jagst (la plus grande longueur). Le Lein est un affluent du Kocher, qui surpasse son tributaire non seulement en termes de longueur mais aussi de débit, de sorte qu'en vertu des conventions reçues en hydrographie, il faudrait considérer plutôt le Kocher comme un affluent du Lein, qui avec un cours de 201 km, dépasserait la Jagst...
Autres affluents : Fils, Rems, Murr, Elz, Elsenz, Glatt.

## Écologie
Le Neckar traverse une des zones les plus polluées d'Allemagne, au droit de Heilbronn (voir Environnement en Allemagne : Gestion des déchets).